# Офис стол
Офис столът е вид стол, проектиран за седене зад бюро като част от мебелировката на офиса. Обикновено под офис стол се разбира въртящ се стол на колелца, осигуряващи лесна мобилност, и механизми за регулиране на височината и наклона на облегалката.
Офис столовете започват да навлизат около средата на 19 век, когато все повече служители прекарват работния си ден зад бюро. С появата на железопътния транспорт, а оттам и с разширяването на възможностите за транспорт на стоки и услуги, много бизнеси излизат от традиционния модел на семейния бизнес, извършван в малък мащаб и на малка територия. Бизнес експанзията води със себе си увеличение на документооборота и бизнес кореспондецията, до нарастване на обема и сложността на счетоводното обслужване на бизнеса, и води до необходимост от наемане на служители, заети с различни дейности, извършвани в офиси, като счетоводство, машинопис, правни услуги.
Това на свой ред води до повишено внимание към увеличаването на продуктивността на офис работниците чрез подобряване на офис средата, технологиите и оборудването, в това число и столовете им, за осигуряване на максимален комфорт, а оттам и условия за максимално продуктивна офис дейност. Необходимостта служителите да остават седнали, но същевременно да достигат до по-широк периметър от работната си среда, довежда до изобретяването на въртящите се столове и столовете с колелца. Първият стол с такива характеристики бил създаден от американския изобретател Томас Уорън през 1849 година и представен на Голямото изложение в Лондон през 1851 година.
През 1970-те ергономията става важно съображение при проектирането на уреди и изделия. Съвременните офис столове разполагат с регулируем наклон на облегалката, височина на седалката, подлакътници, различни приспособления и еластични материи, които осигуряват по-добра поддръжка на таза, гръбнака и врата, с цел предотвратяване на болки в гърба и възпаления, предизвикани от продължително извършване на еднотипни, повтарящи се движения.
|  | Тази страница частично или изцяло представлява превод на страницата Office chair в Уикипедия на английски. Оригиналният текст, както и този превод, са защитени от Лиценза „Криейтив Комънс – Признание – Споделяне на споделеното“, а за съдържание, създадено преди юни 2009 година – от Лиценза за свободна документация на ГНУ. Прегледайте историята на редакциите на оригиналната страница, както и на преводната страница, за да видите списъка на съавторите. ВАЖНО: Този шаблон се отнася единствено до авторските права върху съдържанието на статията. Добавянето му не отменя изискването да се посочват конкретни източници на твърденията, които да бъдат благонадеждни. |